# رافرسبویرن
رافرسبویرن (به آلمانی: Raversbeuren) یک شهر در آلمان است که در راین-هونسروک واقع شده‌است. رافرسبویرن ۱۳۵ نفر جمعیت دارد.